# Psychotria womersleyi
Psychotria womersleyi är en måreväxtart som beskrevs av Seymour Hans Sohmer. Psychotria womersleyi ingår i släktet Psychotria och familjen måreväxter. Inga underarter finns listade i Catalogue of Life.